# Лангебо, Карин
Карин Лангебо (швед. Karin Langebo, полное имя Karin Hillevi Langebo; 1927—2019) — шведская оперная певица (сопрано) и арфистка.

## Биография
Родилась 5 октября 1927 года в Шеллефтео в музыкальной семье — её отец был органистом и руководителем хора, а мать — церковной певицей. Карин с сестрой и матерью рано начала петь в церковном хоре.
В 1946 году начала обучаться в стокгольмской Королевской высшей музыкальной школе: в 1946—1951 годах — пению, в 1951—1953 годах — оперному пению, в 1947—1953 годах — игре на арфе. Карин Лангебо получила диплом учителя музыки в 1951 году, а в 1974 году — преподавателя пения. В числе её преподавателей были — Йозеф Хислоп, Арне Суннегард и Хьордис Шимберг. Кроме этого, она проходила обучение в Париже, Вене и Зальцбурге.
В 1955 году Лангебо получила стипендию Кристины Нильсон, и в следующем году дебютировала на оперной сцене в Дроттнингхольмском придворном театре в роли Нинетты в опере Моцарта «Притворная простушка». Затем последовало большое количество оперных ролей как на сценах в Швеции, так и за рубежом, а также выступления в качестве исполнительницы романсов в музыкальных концертах. Как арфистка Карин Лангебо участвовала в Симфоническом оркестре Шведского радио, Стокгольмском филармоническом оркестре и Королевском придворном оркестре.
В период с 1962 по 1966 год Лангебо была задействована в Норвежской опере (ныне Норвежская опера и балет) в Осло; выступала в Национальном театре Исландии в Рейкьявике, где сыграла роль Сюзанны в «Свадьбе Фигаро».
Карин Лангебо также выступала на радио и телевидении. В 1950—1960 годах она была участницей радиохора, участвовала в нескольких записях. Снялась в двух сериалах: Ett resande teatersällskap (1972) и Dårfinkar & dönickar (1989). В 1996 году она принимала участие в шведской телевизионной программе Allsång på Skansen, проходящей в этнографическом комплексе Скансен.
В 1960 году певица была удостоена медали Drottningholmsteaterns vänners förtjänstmedalj; в 1964 году — стипендии Statens konstnärsstipendium, а в 1973 году — Stockholms stads kulturstipendium. В 1985 году за свою плодотворную деятельность получила Государственную гарантию дохода артистов (пожизненная государственная материальная поддержка).
Умерла 27 ноября 2019 года в Стокгольме. Была похоронена на кладбище Danderyds kyrkogård в Юрсхольме.
В 1953 году Карин Лангебо вышла замуж за Ларса Лиллибьёрна (Lars Lilliebjörn), в 1954 году у них родился сын Питер.